# 井料瑠美
井料 瑠美（いりょう るみ、1967年4月3日 - ）は、日本の女優。宮崎県小林市出身。宮崎県立小林高等学校卒業、大東文化大学文学部中国文学科中退。大学に通いながらミュージカルを舞台芸術学院にて学ぶ。株式会社ジェー・ピー所属。
大学時代の同級生にミュージカル俳優の岡幸二郎がいる。

## 経歴
高校時代に劇団四季の『エルリックコスモスの239時間』（現『エルコスの祈り』）を観て女優を志す。
1989年、劇団四季に入団。初舞台はストレートプレイ『間奏曲』のジルベルト役。在団中は多くの作品でヒロインを演じた。95年から3年間『オペラ座の怪人』のクリスティーヌと『美女と野獣』のベルのみを演じた。その他の代表作に『壁抜け男...恋するモンマルトル』イザベル、『アスペクツ・オブ・ラブ』ジュリエッタ・トラパーニ、『ウエストサイド物語』マリアなど。
2001年、退団。その後、東宝ミュージカルなどに出演。また、ボディワークハワイアンヨガを考案し、1年間講師を務めていたこともある。
現在はディナーショー、コンサート、船でのミュージカルショー、朗読劇などの活動をする傍ら、ボイスレッスン、ミュージカル・ワークショップも行っている。
2015年11月3日にオリジナルアルバム『コノハナノサクヤヒメ』を発売。企画と作詞（2曲）も担当している。

## 出演作品

### 舞台

#### 劇団四季在団中（1989年 - 2001年）
- 間奏曲（ジルベルト）
- CATS（シラバブ、ジェリーローラム＝グリドルボーン）
- コーラスライン（マギー、クリスティン）
- 夢から醒めた夢（ピコ、アンサンブル）
- ひばり（アニエス）
- ウエストサイド物語（マリア、ロザリア）
- ドリーミング（猫のチレット、水の精）
- 人間になりたがった猫（ジリアン）
- オペラ座の怪人（クリスティーヌ・ダーエ）
- 美女と野獣（ベル）
- アスペクツ・オブ・ラブ（ジュリエッタ・トラパーニ）
- ソング&ダンス
- ラ・ソヴァージュ〜ノンと言う女〜（マリー）
- ミュージカル李香蘭（李香蘭（キャスティングのみ）、アンサンブル）
- 壁抜け男（イザベル）
- ユタと不思議な仲間たち（小夜子）

#### 劇団四季退団後（2003年 - ）
- チャーリーはどこだ?（キティ）
- レ・ミゼラブル（ファンティーヌ）
- NINE The Musical（アナベラ）
- 詩集『最後だとわかっていたなら』サンクチュアリ出版（詩の朗読・歌）
- 音楽朗読劇モリー先生との火曜日（ジャニーン・アルボム）
- SE・M・PO -日本のシンドラー 杉原千畝物語-（エリーゼ）
- IL MUSICALE
- ひめゆり（上原婦長）
- SPOON LIVER the Musical
- イエルマ（イエルマ）
- レビューショー『李香蘭』びいなすプレミアムステージ
- 星の王子さま（バラ）
- ハロー・ドーリー!（アイリーン・モロイ）
- センス・オブ・ワンダー（ドロシー・フリーマン）
- ベルナルダ・アルバの家（マリア・ホセファ）
- ルルドの奇跡（無原罪の御宿り / ブリュア海軍大将夫人）
- マドモアゼル・ギロティーヌ（マリー・アントワネット）
- 何処へ行く（ポッパエア）
- 星の王子さん
- お見舞い
- ショートストーリー　セレクト4（ビオラ）
- バタフライは自由（ベイカー夫人）
- 坂道-長崎、79年目の夏[2]

### CD
- 劇団四季『オペラ座の怪人 ロングラン10周年記念キャスト』 - クリスティーヌ・ダーエ 役
- 劇団四季『アスペクツ・オブ・ラブ』 - ジュリエッタ・トラパーニ 役
- 劇団四季『壁抜け男』 - イザベル 役
- ミュージカル『レ・ミゼラブル ジャン・バルジャン/今井清隆ヴァージョン』 - ファンティーヌ 役
- 井料瑠美『コノハナノサクヤヒメ』（オリジナルアルバム）

### ビデオ・DVD
- 壁抜け男 - イザベル 役
- SE・M・PO〜日本のシンドラー 杉原千畝物語 - エリーゼ 役
- ひめゆり - 上原婦長 役

### テレビ番組
- BSジャパン『欧州 美の浪漫紀行』（主題歌・ある晴れた日に）
- BSジャパン『欧州 美の浪漫紀行 2』（主題歌・誰も寝てはならぬ）
- BSジャパン『欧州 美の浪漫紀行 新春スペシャル』特別出演
- BSジャパン『欧州 美の浪漫紀行 3』（挿入歌・アヴェ・マリア）